# Gian Paolo Chiti
Gian Paolo Chiti (né le 21 janvier 1939 à Rome) est un compositeur et pianiste italien.

## Biographie
Après avoir commencé à étudier le piano, le violon et la composition musicale dès l'âge de quatre ans, Gian Paolo Chiti a commencé sa carrière en tant d'enfant prodige avant d'entrer à l'Accademia Nazionale di Santa Cecilia à Rome, le Conservatoire italien le plus important, à l'âge de dix ans. Ses professeurs principaux pour le piano étaient Carlo Zecchi, Arturo Bonucci et Arturo Benedetti Michelangeli (études privées et cours magistraux). Chiti est lauréat des concours de Treviso et Busoni.
Après ses études, Gian Paolo Chiti a commencé une carrière de concertiste, souvent en compagnie de sa femme, la mezzo soprano et présidente et fondatrice de la fondation Adkins-Chiti Donne in Musica Patricia Adkins Chiti.   Il est également connu comme compositeur, ayant composé des œuvres pour toutes sortes d'ensembles, y compris la musique électro-acoustique.  Chiti a également composé des musiques de film et pour la télévision. Ses compositions ont été programmées dans des festivals tels que le Maggio Musicale Fiorentino à Florence, la Biennale de Venice, le festival d'Edinbourgh, le festival Lutoslawski en Pologne, Cantiere Internazionale de Montepulciano, Nuova Consonanza, Incontri Musicali Romani, Chopin Festival en Pologne, le festival de la musique sacré de Chartres, France, Teatro Nacional di Caraccas au Venezuela et la saison publique du Conservatoire Tchaïkovski de Moscou.
Gian Paolo Chiti est directeur du département de composition musicale à l'Accademia Nazionale di Santa Cecilia à Rome depuis 1984. Plus d'une génération des compositeurs italiens ont été formés par son enseignement. De plus, il est également membre de la commission nationale italienne pour la danse et professeur dans plusieurs universités.

## Liste chronologique de ses œuvres
Cette liste contient toutes les œuvres originales de Gian Paolo Chiti dans le contexte de la musique classique.  Elle ne comprend ni les nombreuses transcriptions réalisées par Gian Paolo Chiti ni les partitions pour les musiques de film et télévision, ni les œuvres de variété.
- Zoological Garden (solo piano - pièce pédagogique) (1951)
- O Sacrum Convivium (Chœur SATB) (1958)
- Sestetto a fiato no 1 (flûte, clarinette, 2 bassons, trompette, trombone) (1954)
- Sestetto a fiato no 2 (flûte, 2 bassons, 2 cors, trompette en Ut) (1958)
- Quartetto per Archi (quatuor à cordes) (1959)
- Cinque preludi per pianoforte (1961)
- Suite per pianoforte no 2 (1961)
- Tre mottetti per coro misto (chœur mixte SATB) (1961)
- Per orchestra (pour orchestre) (1962)
- Tre pezzi per pianoforte (1962)
- Concerto per orchestra d’archi (pour orchestre à cordes) (1963)
- Concerto per dieci strumenti/for ten instruments) (flûte, hautbois, clarinette, cor, vibraphone, timbales, harpe, violon, alto, violoncelle) (1964)
- Due mottetti a cappella (Chœur SATB) (1964)
- Inscription (flûte) (1966)
- Nachtmusik (pour cordes) (1966)
- Serenade per cinque strumenti (flûte, clarinette basse, alto, violoncelle, piano) (1966)
- Divertimento no 2  (flûte, violon, alto, violoncelle) (1967)
- Especially when the October wind (voix moyenne, piano)  (1967)
- Holy Sonnet of John Donne (voix moyenne, piano) (1967)
- Pilatus (contralto, ténor, orgue) (1968)
- Ricercare ’70 (2 hautbois, basson, 2 cors, cordes)(1968)
- We lying by the Sea Sand (Voix élevée, piano) (1968)
- Y Ara Dirè (deux guitares) (1969)
- Conversation with myself (violon seul) (1969)
- Matrona Quaedam (opéra de chambre) (1969)
- Violin concerto (solo violon, orchestre) (1969)
- In Dateless Night (quatuor à cordes) (1970/1)
- Into my own (orgue) (1971)
- Lebenslauf (clarinette, violon, alto, violoncelle, piano) (1971)
- Sie erlischt (violon, piano) (1971)
- Yerma (ballet)  (1971)
- A Dylan Thomas (ballet) (1972)
- Andante (flûte, basson, piano) (1968)
- Divertimento (flûte, violon, clavecin) (1972)
- Elegia (flûte, piano) (1972)
- Movements per pianoforte (1972)
- Breakers (4 harpes) (1973)
- Icarus (clavecin) (1973)
- Ottetto per 2 soprani, 2 contralti, 2 tenori, 2 bassi (pour chœur mixte SATB/SATB) (1973)
- Rencontres (flûte, cordes) (1973)
- Spleen (flûte à becs treble et basse, violoncelle, piano) (1973)
- Dal profondo (clarinette, basson, piano) (1974)
- Prelude d’automne Witold Lutosławski(flûte, alto, harpe)  (1975)
- Replay (2 flutes, 2 hautbois, 2 bassons, 2 cors) (1975)
- Shahed-B (hautbois, clavecin) (1975)
- Games Around the Six with Eleven (orchestre à cordes) (1976)
- Persefone (flûte seule, jouant flute en sol et flûte en Ut) (1977)
- Piccola raccolta pour orgue (1978)
- Rondeau (flûte seule) (1978)
- Anthem (violoncelle) (1979)
- In Mind (guitare) (1979)
- Flutar (flûte, harpe) (1979)
- Pastorale (flûte, harpe) (1979)
- Preludio romantico (piano - pièce pédagogique) (1979)
- Piccola suite per pianoforte (piano - pièce pédagogique) (1980)
- Serenata (flûte, hautbois, basson) (1980)
- Around (guitare) (1981)
- Melodia (clarinette en Si♭, piano) (1981)
- Adieu adieu (quintette à vent: flûte, hautbois, clarinette, basson, cor) (1982)
- Rag prelude per pianoforte (1982)
- Retour (solo violon, alto et violoncelle, orchestre à cordes) (1982)
- Trivium (mezzo-soprano, orchestre à cordes) (1983)
- Arion (guitare) (1983)
- In the Merry Month of May  (quintette à cuivres) (1983)
- Kammerstück (clarinette, violoncelle, trombone, piano) (1983)
- Konzertstuck (orchestre) (1984)
- Per lontane vie per pianoforte (1985)
- Ground (piano 4 mains) (1985)
- Ipodyon (harpe seul) (1985)
- Triplum (flûte, violon, clavecin) (1985)
- Wintermusik (flûte, clarinette, violon, violoncelle, piano) (1985)
- In Sogno (2 flûtes: jouant piccolos, flûte en sol, flûte basse et piano) (1986)
- Recordari (trompette en Ut, orgue) (1986)
- Tropi per chartres (saxophone alto, quatuor à cordes) (1996)
- Fogli d’album (Albumblatter) (guitare) (1987)
- Abendstucke per pianoforte (1989)
- Action (flûte, hautbois, clarinette, basson, 2 violons, alto, violoncelle) (1990)
- European suite (guitare seule) (1990)
- Kinamama (2 flûtes, piano) (1990)
- Octopus Line  (flûte, hautbois, clarinette, 2 bassons, cor, 2 trompettes, 2 trombones) (1990)
- Salve regina (mezzo-soprano, flûte, hautbois, clarinette, basson, cordes) (1991)
- European Lieder Book (voix élevée, piano) (1992)
- Intermezzo  (violon, alto, violoncelle) (1992)
- Arion suite per pianoforte (1993)
- Cahier des Reves (violon, violoncelle, piano) (1993)
- Tre liriche su poesie di J. Basile (soprano, piano) (1993)
- Triple (flûte, clarinette, basson) (1993)
- Concertino per sax tenore e otto violoncelli (Saxophone ténor, Octuor de Violoncelles) (1994)
- Sur les bois oubliés (alto seule) (1995)
- Rime (voix moyenne, alto à cordes, piano) (1998)
- Laudarium in onore della beata vergine Maria (chœur SATB, ensemble de Cuivres) (2000)
- Plexus (deux flûtes basses) (2001)
- Envers (orchestre) (2002)
- Extrême per pianoforte (2002)
- Seagulls per pianoforte (2002)
- En ecoutant la nuit (quatuor à cordes) (2003)
- L’età dell’ombra (clarinette, alto à cordes, piano) (2003)
- Burlesque (saxophone ténor seul) (2005)
- Capriccio (clarinette en Si♭ ) (2005)
- Counterpoint in F (clarinette en Si♭, saxophone ténor) (2005)
- Prelude (saxophone alto, piano) (2005)
- Deux Pièces Liturgiques (orgue) (2005)